# Zehntel (Einheit)
Zehntel war die Bezeichnung für eine Volumeneinheit in Nassau. Das Getreidemaß war ein kleineres Maß vom neuen Malter. 
- 1 Zehntel = 10 Liter
  - 1 Malter (neu) = 10 Zehntel = 20 Mäßchen = 100 Liter

Zum Vergleich: 
- 1 Malter (alt) = 4 Viernsel  = 16 Kumpf = 64 Gescheid  = 109,06 Liter